# Famagosta (metropolitana di Milano)
Famagosta è una stazione della linea M2 della metropolitana di Milano.

## Storia
La stazione venne attivata il 1º novembre 1994, in occasione del 30º anniversario della metropolitana di Milano, come capolinea della tratta proveniente da Romolo.
Nel 1990, durante gli scavi per la costruzione della stazione, fu trovato il rottame di un motore Rolls-Royce Merlin: si trattava di uno dei 4 motori di un bombardiere Avro Lancaster precipitato poco distante la notte del 14 febbraio 1943.
Funse da capolinea meridionale della M2 fino al 17 marzo 2005, quando i primi treni vennero fatti proseguire in direzione di Piazza Abbiategrasso.
Il 20 febbraio 2011 venne attivata una nuova diramazione fino ad Assago Milanofiori Forum. Da tale data, pertanto, Famagosta è una stazione di diramazione.

## Strutture e impianti
La stazione è situata in viale Famagosta, ai limiti del Quartiere Sant'Ambrogio, a Milano.
Non lontano dalla fermata sorge il deposito ATM per il rimessaggio dei treni della linea M2 della metropolitana, visibile dall'autostrada A7, appena dopo piazza Maggi.

## Interscambi
La stazione consente l'interscambio con numerose autolinee urbane, gestite da ATM, e interurbane, gestite da Autoguidovie (servizio extraurbano della provincia di Pavia) e da STAR Mobility (per il sud Milano), rendendola un importante centro di interscambio tra metro e bus.
- Fermata autobus

## Servizi
La stazione dispone di:
- Accessibilità per portatori di handicap
- Ascensori
- Scale mobili
- Emettitrice automatica biglietti
- Servizi igienici
- Stazione video sorvegliata